# Yukonita
La yukonita es un mineral arseniato encuadrado en la clase de los minerales fosfatos. Fue descubierta en 1913 una mina junto al lago Tagish, en el territorio del Yukón (Canadá), siendo nombrada así por esta localización.

## Características químicas
Es un óxido-arseniato hidratado de hierro y calcio, fácilmente confundido con la arseniosiderita de la que se distingue solamente con medios radiométricos, aunque la yukonita bajo rayos-X es frecuentemente un gel amorfo que cristaliza débilmente en el sistema cristalino ortorrómbico. Los trozos de yukonita crepitan ruidosamente con el calor o cuando son sumergidos en agua debido a la fuga del dióxido de carbono incluido.

## Formación y yacimientos
Es un mineral secundario típicamente alterado a partir de la arsenopirita y otros minerales similares en ambientes oxidantes ricos en calcio. Suele encontrarse asociado a otros minerales como: simplesita, galena argentífera, pirargirita, argentita, calcopirita, arsenopirita, cuarzo, parasimplesita, köttigita, ogdensburgita, farmacosiderita, legrandita, willemita, franklinita, blenda, arsenosiderita o arsenolita.